# Europaplatz (Freiburg im Breisgau)

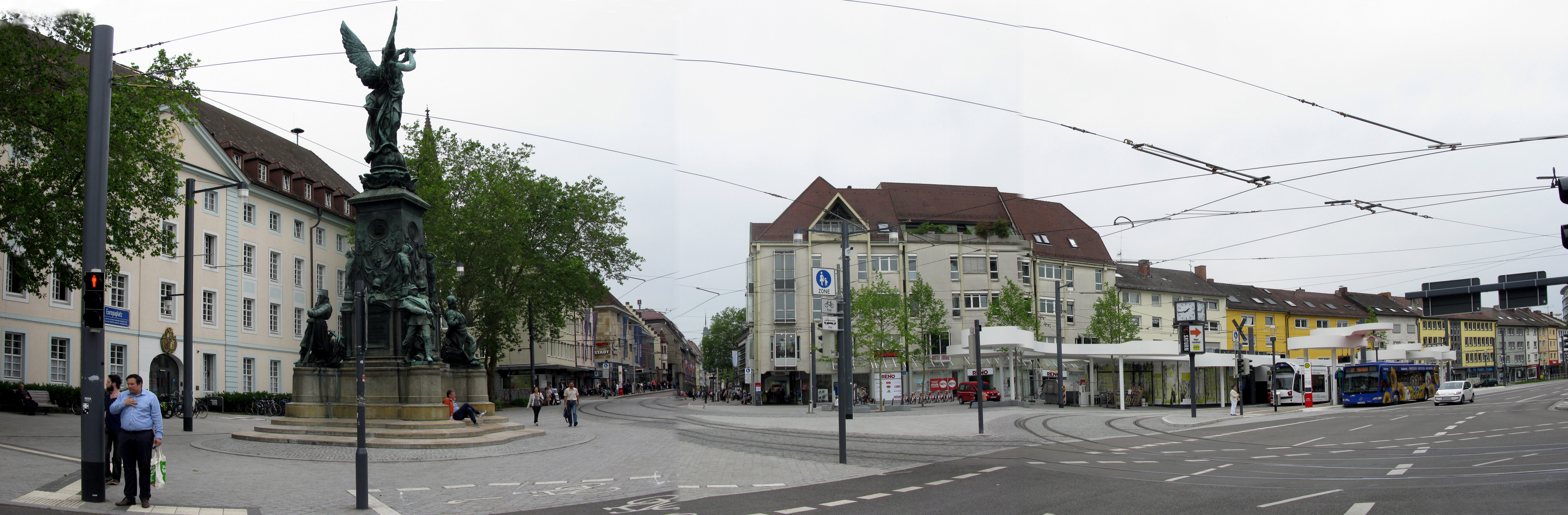
Europaplatz in Freiburg mit Blick in die Kaiser-Joseph-Straße, links die ehemalige Karlskaserne mit Siegesdenkmal

Der Europaplatz in Freiburg im Breisgau ist ein Verkehrsknotenpunkt und Platz am Nordende der Kaiser-Joseph-Straße und somit am Nordrand der Fußgängerzone der Altstadt an der Grenze zur Neuburg. Zu Beginn der 1960er Jahre und von 2013 bis 2018 wurde er grundlegend umgestaltet. Offiziell trägt der Platz, der viele Jahre namenlos war, seit 2018 den Namen Europaplatz. Geprägt wird er im Osten von dem wieder aufgebauten Westflügel der früheren Karlskaserne, vor der sich das Siegesdenkmal erhebt. Da bei dessen Aufstellung 1876 Kaiser Wilhelm I. anwesend war, beschloss der Gemeinderat, zu seinen Ehren sollte der Platz Kaiser-Wilhelm-Platz, kurz Wilhelmsplatz, heißen. Das hat sich nie durchgesetzt, denn die angrenzenden Gebäude gehörten zur Kaiserstraße (heute Kaiser-Joseph-Straße), welche damals nach Norden über den Platz hinaus bis zur Albert- und Ludwigstraße (heute Habsburgerstraße) reichte. Außerdem hieß die Haltestelle der 1901 eröffneten Straßenbahnlinie von Anfang an und bis zum Fahrplanwechsel im Frühjahr 2019 Siegesdenkmal. Traditionell steht in der Advents- und Weihnachtszeit hier der größte Weihnachtsbaum der Stadt.

## Geschichte des Platzes

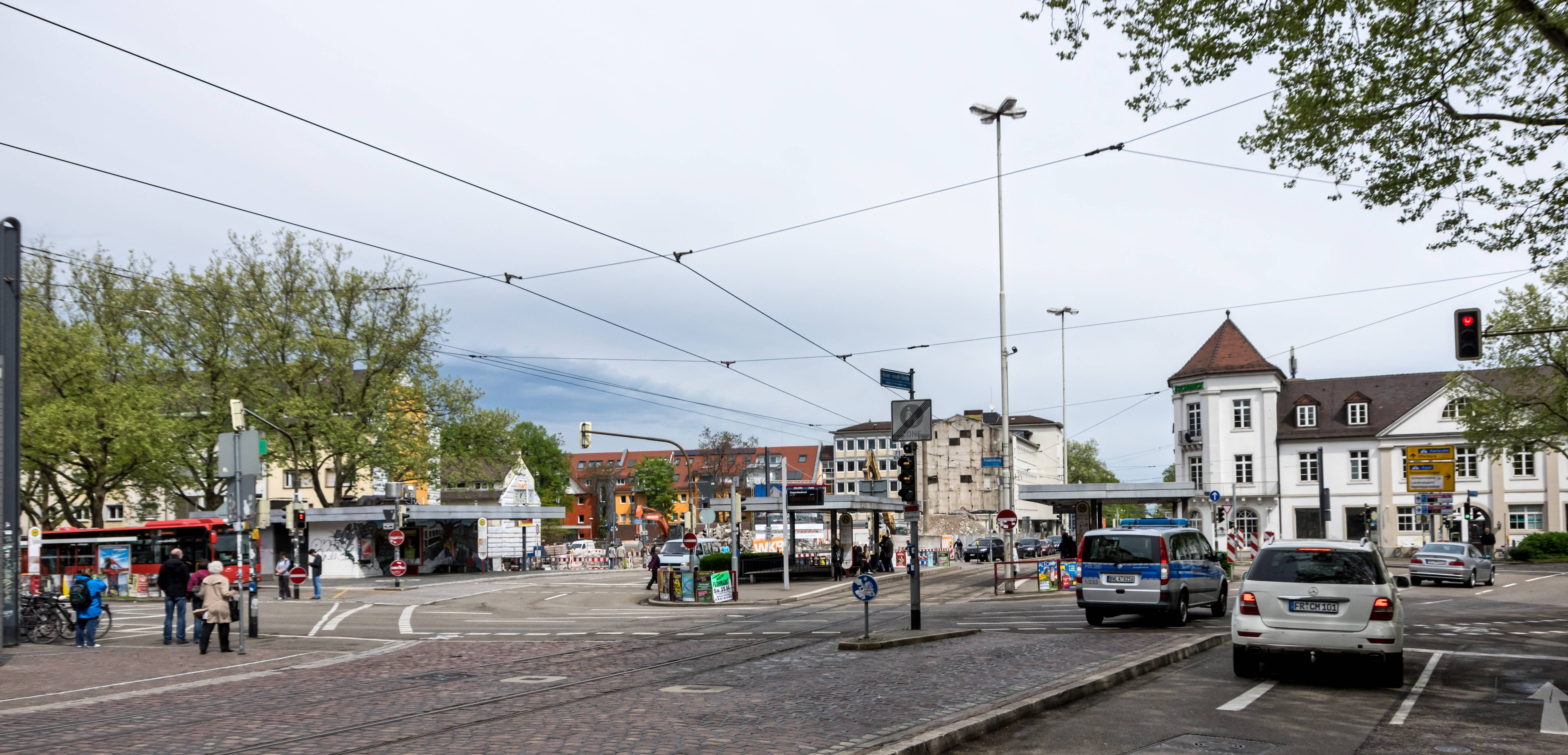
Europaplatz 2015 mit Schunck-Haus (rechts)

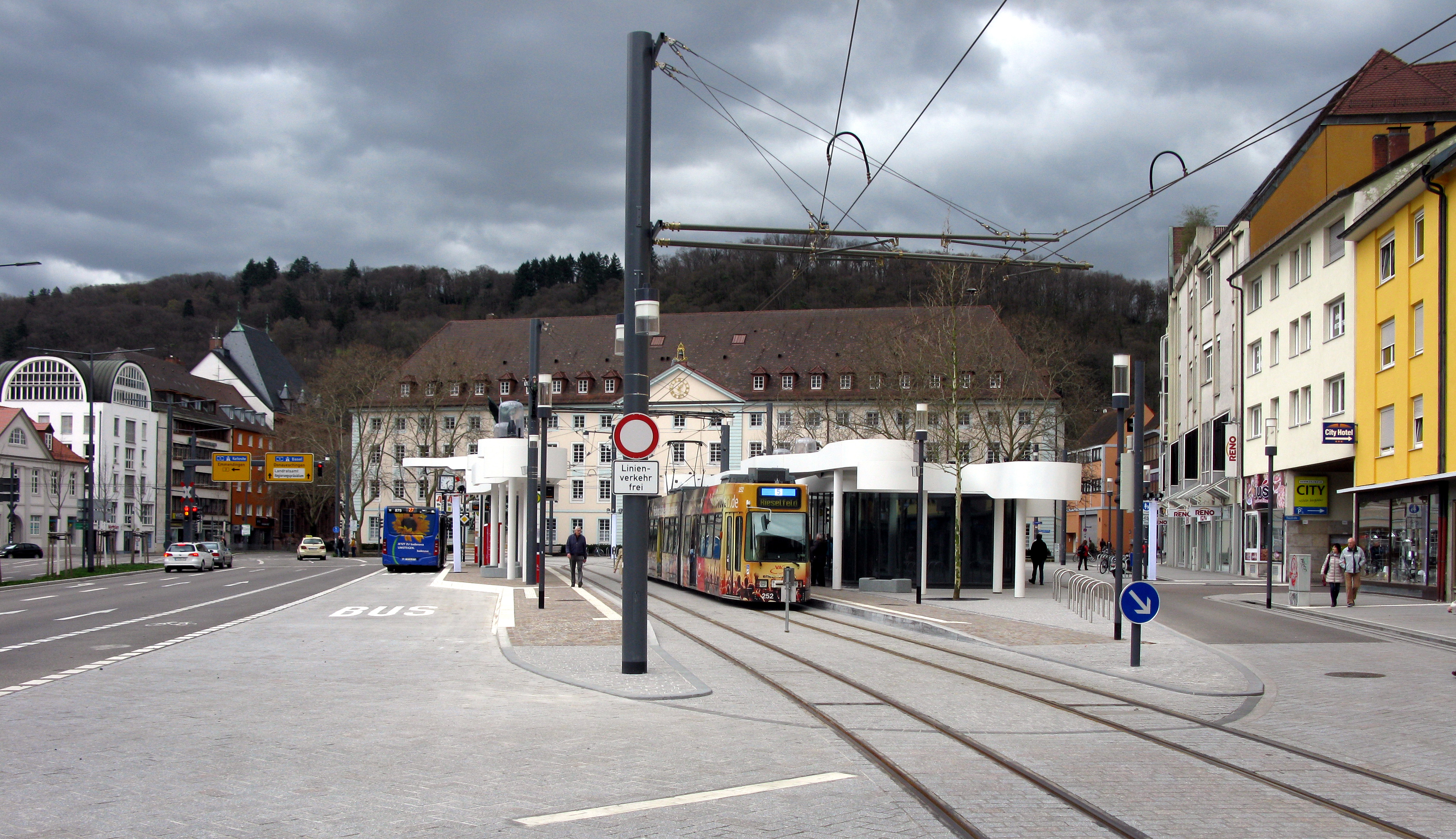
Europaplatz mit Haltestellen und Karlskaserne

### Platzgestaltung
Im Mittelalter bildete der Bereich des heutigen Friedrichrings zwischen Merianstraße und ehemaliger Karlskaserne den Grenzbereich zwischen der Altstadt und der Vorstadt Neuburg. Die Altstadtmauer verlief etwa im Zuge des südlichen Friedrichrings. Nach dem Umbau zur französischen Festung lag das Gelände zwischen zwei Bastionen, im Süden verlief der Wall, im Norden lag der Graben.
Für den Brautzug der späteren französischen Königin Marie Antoinette am 4. Mai 1770 errichtete die Stadt an der Karlskaserne einen Triumphbogen aus Holz und Stuck für die Dauphine.
Nach Schleifung der Festung wurde das Gebiet westlich der Kaserne zu einer Garten- und Rebanlage umgestaltet, die noch bis in die 1860er Jahre bestand mit einem Niveauunterschied zwischen Wall und Graben. Erst in den folgenden Jahrzehnten wurden die Reste des Grabens verfüllt und im östlichen Bereich bebaut. Das Gelände bildete ein langgezogenes Dreieck und war im Norden von der Friedrichstraße und im Süden von der Ringstraße gesäumt. Heute heißt beides Friedrichring. Beim Bombenangriff am 27. November 1944 wurden die Gebäude rings um den Platz stark beschädigt.
Nachdem das Siegesdenkmal 1962 nach Westen versetzt worden war, konnte im Rahmen des neu entstehenden Altstadtrings der Platz zu einem Kreisverkehr umgebaut werden. Innerhalb des Kreisels entstanden überdachte Straßenbahnhaltestellen für die Linie 2, welche die Fußgänger durch Unterführungen aus allen vier Himmelsrichtungen erreichen konnten. Später wurden auch ebenerdige Überwege geschaffen. Zwischen den Straßenbahnhaltestellen und dem Siegesdenkmal wurde ein kleines Betriebsgebäude für die Freiburger Verkehrsbetriebe (heute VAG) mit Kiosk errichtet, an das sich die Bushaltestellen anschlossen. 1969 konnte der Altstadtring mit dem Schlossbergring fertiggestellt werden. Im November 1973 wurde der größte Teil der Altstadt innerhalb des Ringes für den Individualverkehr gesperrt und erst 1976 bis 1980 gepflastert. Später ging man, dem allgemeinen Trend folgend, davon ab, Fußgänger unter die Erde zu verbannen, und so wurden die kaum mehr genutzten und verwahrlosten Unterführungen gesperrt. Von 2003 bis 2015 war in der ehemaligen Unterführung ein Jugendkulturzentrum.
Mit dem Baubeginn einer neuen, 1,9 Kilometer lange Stadtbahnstrecke im März 2015 von der Kronenstraße über die Kronenbrücke, den Platz der Alten Synagoge und den Rotteckring bis hin zum Europaplatz begann eine vierjährige Bauphase zur Umgestaltung der Innenstadt, in der auch der – noch namenlose – Europaplatz ein neues Gesicht bekam. Wieder einmal bekam die Straßenbahnlinie, die von Nord nach Süd den Platz querte, einen weiteren Gleisanschluss nach Westen, der beim letzten Umbau 1962 entfernt wurde. Jetzt wurden die Bahn- und Bushaltestellen in die Fußgängerzone einbezogen, so dass sie ohne Überquerung von Autostraßen aus der Kaiser-Joseph-Straße erreicht werden können. Zwischen ihnen und der südlichen Häuserreihe entstand ein futuristisch anmutender Pavillon mit Sozialräumen für das VAG-Personal und einem Restaurant mit Freisitzfläche. Nicht zuletzt fand das Siegesdenkmal wieder seinen Platz vor der Karlskaserne.
Die Stadtbahnlinie 3 fährt von der nördlichen Stadtgrenze (Gundelfingen) über den Europaplatz und die Kaiser-Joseph-Straße zur Haid. Seit dem 16. März 2019 verkehrt die Stadtbahnlinie 5 von ihrer Endhaltestelle am Europaplatz über Haslach ins Rieselfeld. Herdern wird mit der Buslinie 27 vom Europaplatz erreicht. Vom Leopoldring im Osten kommend tangiert der Kfz-Verkehr den Europaplatz im Norden, wo er sich mit der Bundesstraße 3 von der Habsburgerstraße vereinigt und weiter über den Friedrichring zum Hauptbahnhof führt. Am Europaplatz befindet sich eine Station des Fahrradverleihsystems Frelo. Der FR 4 von führt von Lehen und Betzenhausen über den Stühlinger und den Hauptbahnhof direkt zum Europaplatz.

### Christoffeltor

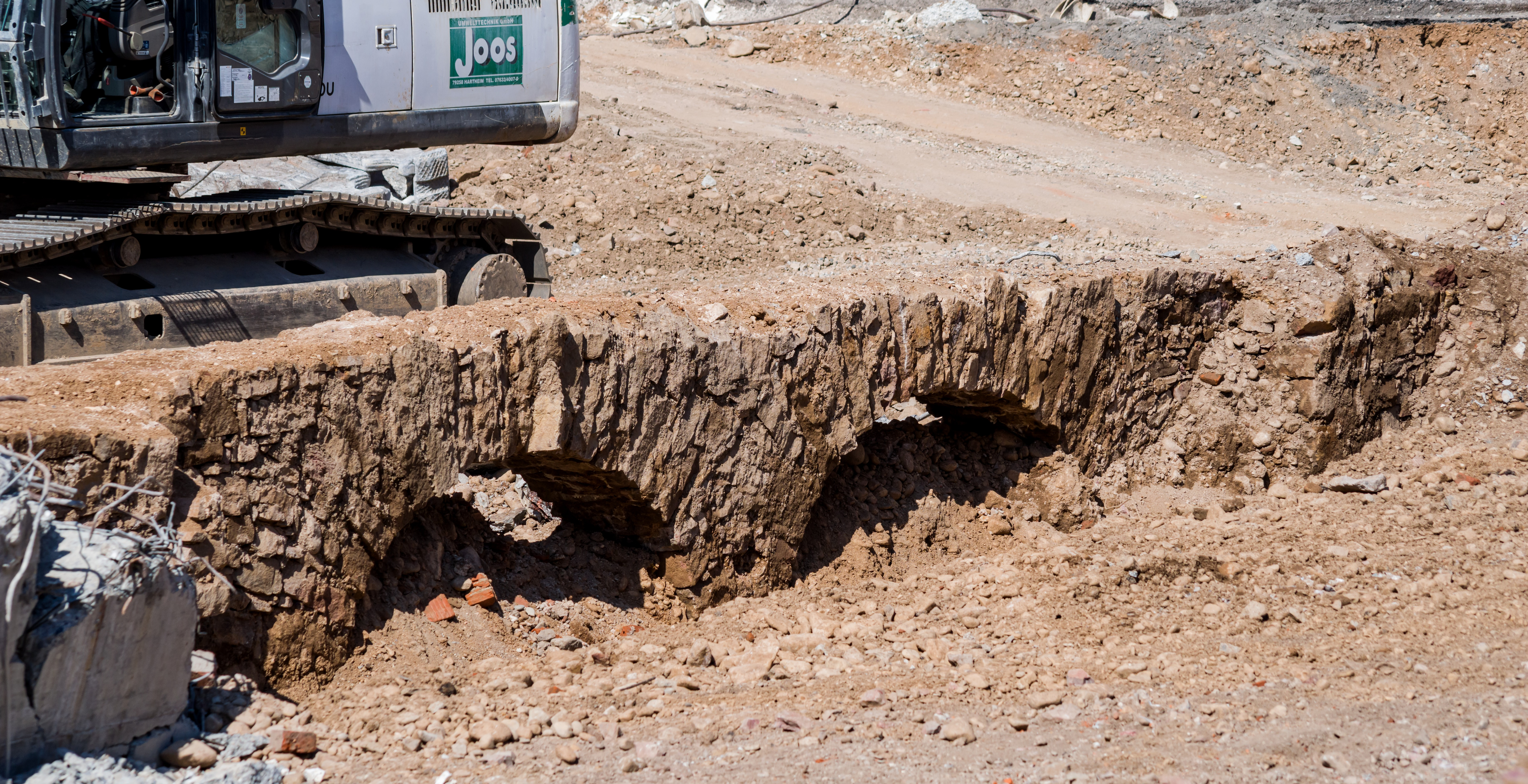
Reste der Christoffelbastion 2017

Etwa am Südende des Platzes stand einst das mittelalterliche Christophstor oder Christoffeltor, das nach dem Dreißigjährigen Krieg, nach 1648, abgebrochen wurde. Nach der Eroberung Freiburgs durch Frankreich 1677 errichtete Sébastien Le Prestre de Vauban im Rahmen seines Festungsbaus weiter nördlich ein namensgleiches Tor, was 1826 abgebrochen wurde. Beim Abbruch gingen Uhr und Glockentürmchen in den Besitz der Stadt über. Im selben Jahr erhielt die Karlskaserne an der Front den Dreiecksgiebel mit der Uhr des Christoffeltors. Auch die schmiedeeisernen Aufhängung der Glocke wurde über dem Giebel angebracht. Von Vaubans Bastion wurden 1962 und 2017 bei den Umbauten des Platzes Reste entdeckt und im Boden belassen.

### Karlskaserne

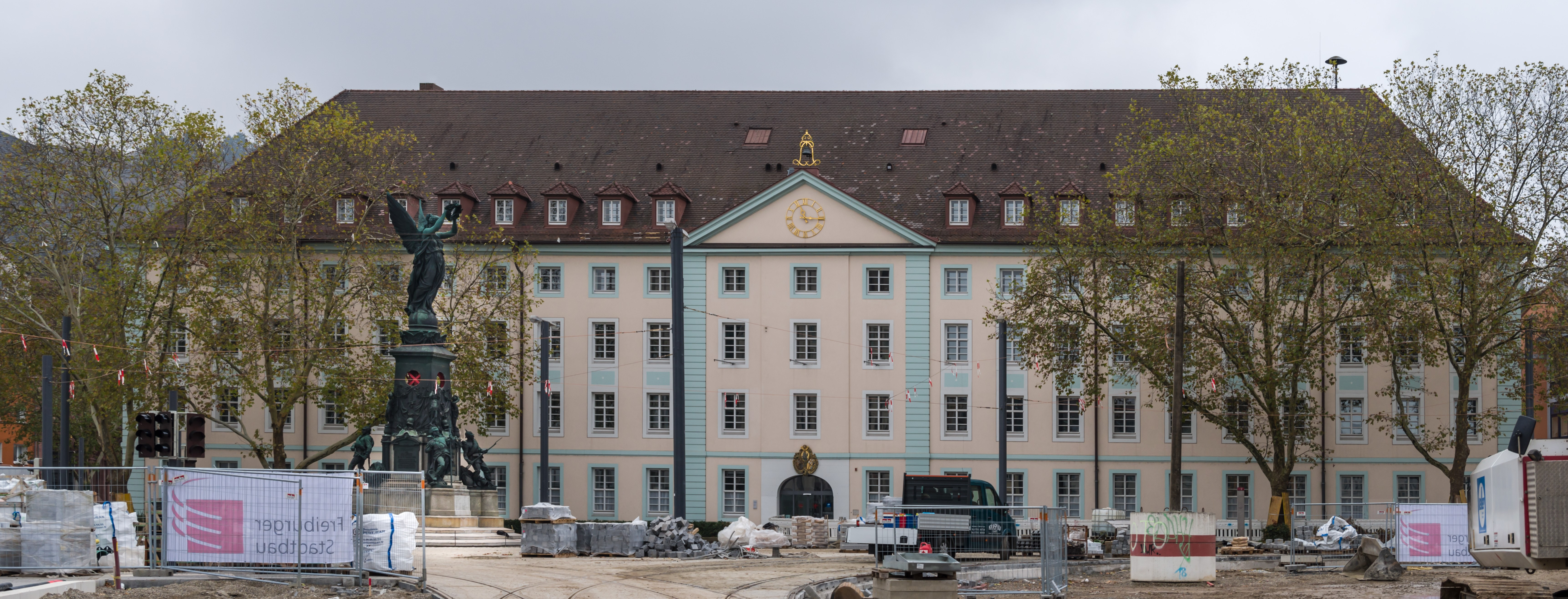
Karlskaserne beim Platzumbau 2017

Den ersten Kasernenbau in der Nähe des Christoffeltors bauten die Österreicher, als sie ab 1651 Freiburg zu einem militärischen Stützpunkt ausbauten. Nachdem bereits 1677 die Stadt durch Frankreich erobert wurde, musste er für eine moderne Festungsanlage Vaubans weichen. Gleichzeitig wurde eine neue Kaserne gebaut, die jedoch, nachdem Freiburg wieder habsburgisch geworden war, von den Franzosen 1745 geschleift wurde, bevor sie die Stadt verließen. Im Jahre 1773 wurde der dritte Kasernenbau errichtet, der nach Erzherzog Karl Ludwig Johann Joseph Laurentius v. Österreich Karlskaserne genannt wurde. Zu Beginn des 20. Jahrhunderts erweitert, wurde der Bau, jetzt in ziviler Nutzung, beim Bombenangriff am 27. November 1944 stark zerstört und nur der Westflügel leicht modifiziert 1950/51 ohne das Lanzengitter wieder aufgebaut.

### Kommandantur

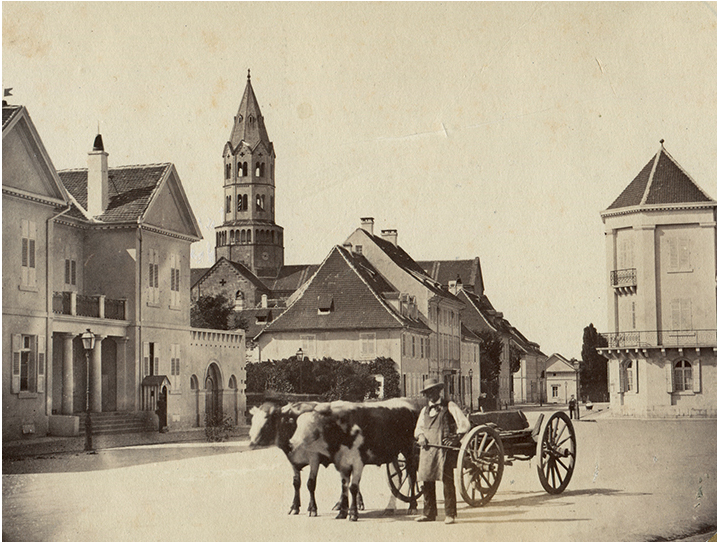
Blick vom Nordende der Kaiserstraße nach Norden mit Kommandantur (links), Turm der Ludwigskirche und Merian-Sautierschem Haus (Schunck-Haus) von Gottlieb Theodor Hase vor 1874

Gegenüber der Kaserne wurde 1827/30 nach Plänen von Kreisbaumeister Christoph Arnold das zweigiebelige Kommandantenhaus im Stil des späten Klassizismus errichtet. 1871 residierte dort die Königlich-Preußische Militärverwaltung und später bis zur Zerstörung im Jahre 1944 die Kreisleitung der NSDAP.

### Schunck-Haus

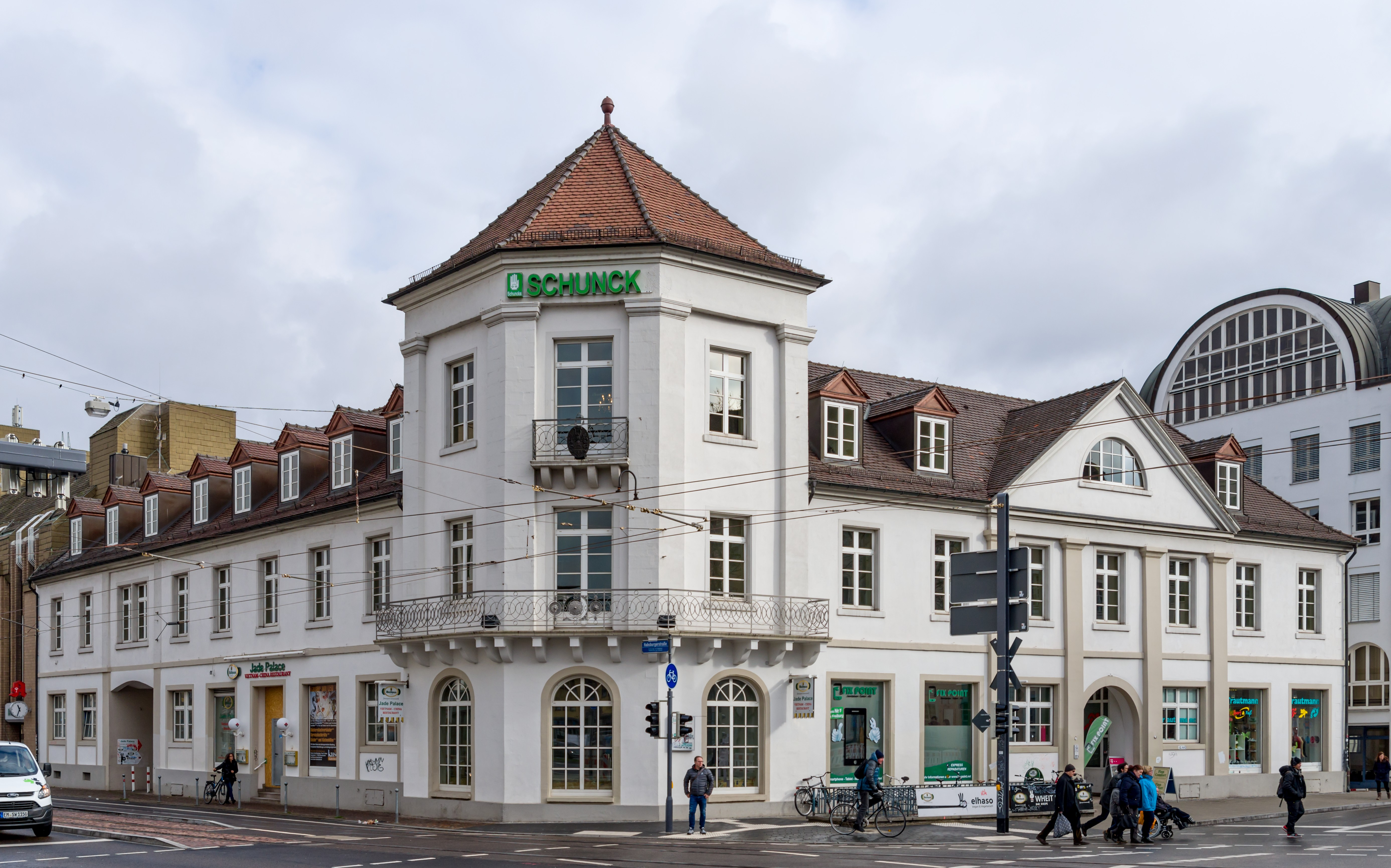
Schunck-Haus, auch Merian-Sautiersches Haus, 2018

Nach Plänen von Christoph Arnold wurde 1826, nach Abbruch des barocken Christoffeltores für den Basler Fabrikanten und Ehrenbürger Freiburgs Philipp Merian nördlich des Platzes ein Eckhaus gebaut. 1841 verkaufte Merian sein Haus an den Weinhändler Gustav Kaltenbach, der es 1853 an den Händler und Wohltäter Christoph Sautier veräußerte. Seine Erben behielten es bis ins 20. Jahrhundert. Ab 1933 ist es Sitz der Allgemeinen Elektrizitäts-Gesellschaft und heißt im Volksmund AEG-Haus. Zwar brannte der einzige übrig gebliebene klassizistische Bau der Zähringer-Vorstadt 1944 aus, wurde aber 1950 am Leopoldring wieder aufgebaut. Die ursprünglich fünfachsige Fassade an der Habsburgerstraße wurde im 20. Jahrhundert um einen dreiachsigen Anbau mit Tor verlängert. Seit 1984 ist er im Besitz der Oskar Schunck GmbH & Co. KG und wurde ein Jahr später durch die Architektengruppe F 70 wieder in den ursprünglichen Zustand versetzt. Im Erdgeschoss wurden Ladenlokale und in den Gewölbekellern Restaurants eingebaut, die Zugang zur damaligen unterirdischen Fußgängerpassage hatten und im Hinterhof Laubengänge mit Geschäften und Lokalen.

### Kunsthalle

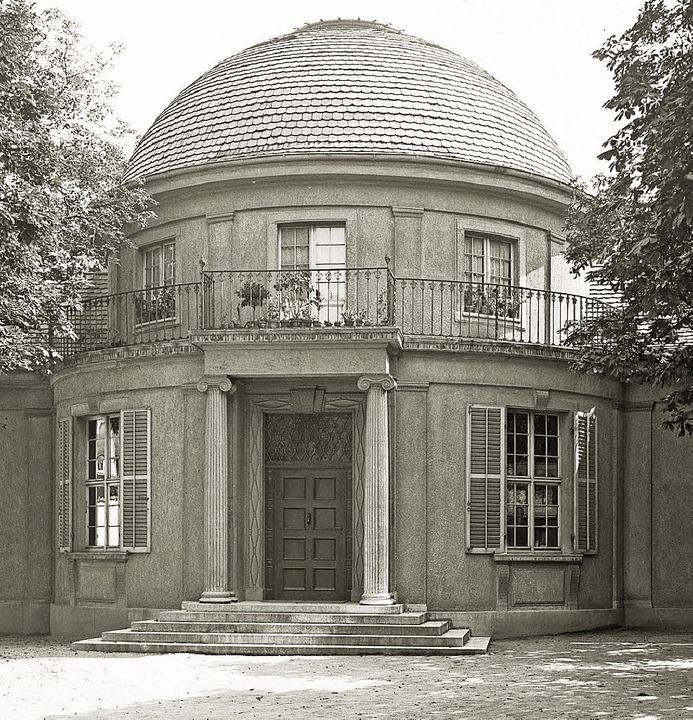
Kunsthalle, 1944 zerstört

Während des Ersten Weltkriegs wurde bei der Einmündung der Röderstraße in die damalige Friedrichstraße (heute Friedrichring) für den Kunstverein Freiburg eine Kunsthalle gebaut, wofür Bäume weichen mussten, und am 15. Dezember 1915 wurde der Kuppelbau eröffnet. Am 27. November 1944 wurde er zerstört. Von 1948 bis 1953 nutzte das Jugendhilfswerk das provisorisch hergerichtete Erdgeschoss, ehe die Kunsthalle abgerissen wurde.

### Siegesdenkmal

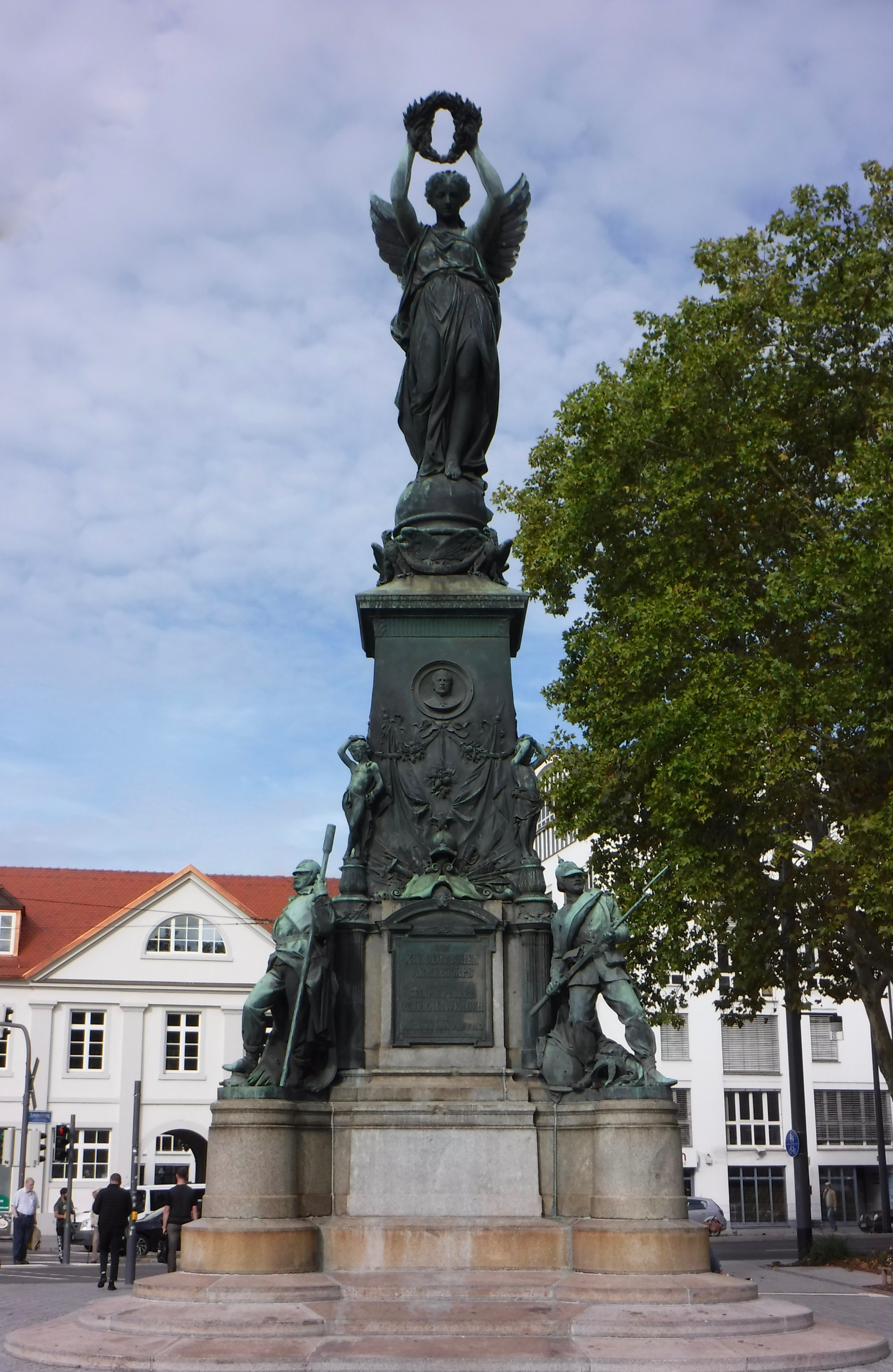
Siegesdenkmal 2018 mit Schunck-Haus im Hintergrund

Das nach Plänen von Karl Friedrich Moest vor der Karlskaserne errichtete und am 3. Oktober 1876 unter Anwesenheit von Kaiser Wilhelm I. eingeweihte Siegesdenkmal soll an den Sieg Deutschlands im Deutsch-Französischen Krieg im Jahre 1871 erinnern. 1962 musste es dem autogerechten Umbau des Platzes weichen und wurde westlich an der Stelle der zerstörten Kunsthalle (siehe oben) um etwa 90 Grad gegen den Uhrzeigersinn gedreht wieder aufgestellt. Viktoria schaute damals zur Karlskaserne.

## Geschichte des Namens

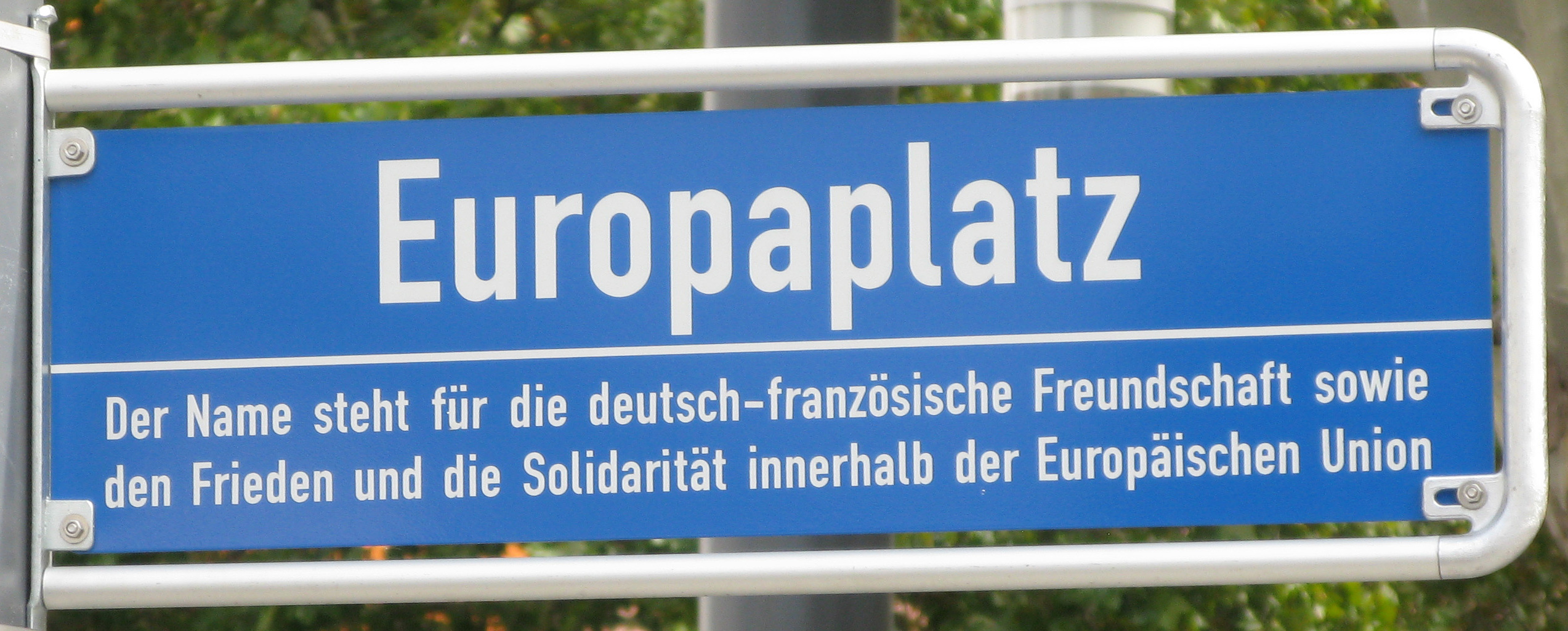
Straßenschild mit Erläuterung 2018

Den Namen Europaplatz trugen schon verschiedene Freiburger Plätze. Zunächst wurde 1984 der heutige Platz der Alten Synagoge so benannt. Als dieser im Jahre 1996 den heutigen Namen erhielt, wanderte der Name zum Karlsplatz, östlich der Karlskaserne und des Karlsbaus. In der Bevölkerung fand diese Umbenennung des historischen Karlsplatzes (seit 1797) keinen Anklang. So wurde er 2001 wieder zum Karlsplatz und der Platz vor der Neuen Messe wurde Europaplatz getauft. Da die Wiederaufstellung des Siegesdenkmals, eines Kriegerdenkmals, sehr umstritten war, beschloss der Gemeinderat 2018 die Benennung des namenlosen Platzes in Europaplatz, denn „nichts verkörpere den Prozess des Friedens und der Aussöhnung der einstigen ‚Erbfeinde‘ Deutschland und Frankreich besser als das gemeinsame Projekt der europäischen Einigung.“